# Anna Pieńkosz
Anna Pieńkosz (ur. 30 grudnia 1976 w Warszawie) – polska politolożka, romanistka i dyplomatka, ambasador w Republice Kuby (2015–2020).

## Życiorys
Ukończyła politologię na Uniwersytecie Śląskim w Katowicach i filologię romańską na Uniwersytecie Marii Curie-Skłodowskiej w Lublinie oraz Akademię Dyplomatyczną MSZ.
Pracę w Ministerstwie Spraw Zagranicznych rozpoczęła w 2002. Została urzędniczką mianowaną służby cywilnej. Od 2004 pracowała w Departamencie Ameryki na stanowisku ds. Mercosur. W latach 2006–2010 przebywała na placówce w Wenezueli, gdzie przez blisko rok pełniła funkcję chargé d’affaires. W latach 2010–2012 pracowała w Ambasadzie RP w Hawanie, początkowo pełniąc funkcję chargé d’affaires, a następnie kierowniczki referatu polityczno-ekonomicznego. Od 2012 pracowała w Departamencie Ameryki na stanowisku ds. stosunków Unii Europejskiej z Ameryką Łacińską i Karaibami. 30 listopada 2014 została mianowana ambasadorem RP na Kubie. Placówkę objęła 12 marca 2015. Odwołana z dniem 15 listopada 2020. Następnie pracowała w Departamencie Ameryki MSZ, od 2024 do 2025 jako zastępczyni dyrektora. W kwietniu 2025 objęła kierownictwo Ambasady RP w Limie jako chargé d’affaires.
Zna biegle języki: angielski, hiszpański oraz francuski; roboczo zaś portugalski.